# Маргарет Гільфердінг
Маргарет Гільфердінг (також Маргарете; нар. 20 червня 1871 у Відні, Австро-Угорщина як Маргарете Геніґсберґ; померла 23 вересня 1942 у транспорті між гетто Терезіенштадт і Треблінка) — австрійська педагогиня, лікарка і представниця індивідуальної психології.

## Життя
Маргарете Гільфердінг була донькою лікаря загальної практики Пауля Геніґсберґа в Герналсі поблизу Відня. З 1889 по 1893 рік вона відвідувала Імператорсько-королівський учительський інститут у Відні. Потім вона працювала вчителькою у загальноосвітній початковій школі в Гляйхенберзі та протягом двох років у приватній початковій школі у Відні. У 1897—1898 роках була зарахована ад'юнктом філософського факультету. Після того, як жінок допустили до медичних студій, у 1900 році вона перейшла на медичні студії та отримала ступінь доктора в 1903 році.
У 1904 році вона вийшла заміж за лікаря, економіста та австромарксиста Рудольфа Гільфердінга, який згодом став міністром фінансів Веймарської республіки. Вона жила з ним у Берліні кілька років і повернулася до Відня з двома синами в 1909 році, тоді як Рудольф Гільфердінг залишився в Берліні; шлюб закінчився розлученням у 1922 році. З 1910 р. вона працювала лікаркою державного медичного страхування у Відні 10, а з 1922 р. також як шкільна лікарка. У 1910 і 1911 роках вона була першою жінкою, яка була членом психологічного товариства «Середа» Зигмунда Фрейда (пізніше Віденського психоаналітичного товариства) протягом кількох місяців. Пол Федерн запропонував включити їх до асоціації. Ізидор Задгер, навпаки, висловився проти прийому жінки. 11 січня 1911 року Гільфердінг прочитала у Віденській психоаналітичній асоціації лекцію на тему «На основі материнської любові». Гільфердінг дружила з Альфредом Адлером і його дружиною Раїсою.
Після Першої світової війни вона стала головою індивідуального психолого-освітнього консультаційного центру, створеного в рамках Віденської шкільної реформи. Також працювала в Маріягільферській амбулаторії. У 1926 році була опублікована її книга Регулювання народжуваності, в якій вона виступала за лібералізацію абортів. У 1934 році її договір медичного страхування був розірваний режимом Дольфусса, після чого вона могла обслуговувати лише приватних пацієнтів. Через її єврейське походження в 1938 році нацисти вигнали її з квартири. На початку Другої світової війни працювала в лікарні Ротшильда у Відні під керівництвом Віктора Франкла. 28 червня 1942 р. вивезена до концтабору Терезієнштадт. Вона померла під час транспортування до табору смерті Треблінка.
Між 1927 і 1934 роками окрім роботи лікаркою, вона також працювала радницею району в своєму рідному окрузі Фаворітен.
Житловий комплекс муніципалітету Відня Маргарита Гільфердінг-Гоф на Леебгассе 100 у Фаворитен названо на її честь, там також є меморіальна дошка.

## Сфера активності
Маргарет Гільфердінг вважалася однією із найвпливовіших індивідуальних психологинь у Відні між війнами. Вона займалася соціальною та освітньою політикою Червоного Відня науковою роботою та викладанням курсів. Її спеціалістами були жіночі питання, сексуальність, контроль за народжуваністю, просвітництво та освіта. Проводила курси з питань виховання, жінок і здоров'я в індивідуальних психолого-просвітницьких консультаціях і в соціалістичній жіночій організації. У 1930 р. викладала 4 ст Конгрес Всесвітньої ліги сексуальних реформ у Відні.

## Публікації
- Контроль народжуваності . Обговорення розділу 144. — Відень, 1926

## Веб-посилання
- Австрійська база даних жертв Шоа
- Біографія, в Університеті
- Лікар пролетарів: вигнаний і вбитий diestandard.at, доступ 22 вересня 2012 р.